# Etorofus
Etorofus is een kevergeslacht uit de familie van de boktorren (Cerambycidae). De wetenschappelijke naam van het geslacht werd voor het eerst geldig gepubliceerd in 1933 door Matsushita.

## Soorten
Etorofus omvat de volgende soorten:
- Etorofus vicarius (Bates, 1884)
- Etorofus pubescens (Fabricius, 1787)
- Etorofus variicornis Matsushita, 1933